# Searching for Bobby D
Searching for Bobby D es una película estadounidense de acción y comedia de 2005, dirigida por Paul Borghese, que a su vez la escribió junto a William DeMeo, musicalizada por Neil Berg, Robert D'Aleo, Kenny Laguna y Geoff Levin, en la fotografía estuvo George Mitas y el elenco está compuesto por William DeMeo, Matthew Ziff y Carmen Electra, entre otros. El filme fue realizado por Neighborhood Filmworks, Eighty-Six Street Productions y Independent Images; se estrenó el 14 de mayo de 2005.

## Sinopsis
Cuatro jóvenes directores de cine juntan plata para su proyecto, les dicen a posibles inversores que va a estar Robert De Niro. Ahora su objetivo es hallarlo.